# Гирштедт
Гирштедт (нем. Gierstädt) — община в Германии, в земле Тюрингия. 
Входит в состав района Гота. Подчиняется управлению Фанер Хёэ.  Население составляет 862 человека (на 31 декабря 2010 года). Занимает площадь 10,62 км².